# Massaga hesparia
Massaga hesparia is een vlinder uit de familie uilen (Noctuidae). De wetenschappelijke naam van deze soort is voor het eerst geldig gepubliceerd in 1775 door Cramer.
De soort komt voor in tropisch Afrika.